# Stenobiella pindana
Stenobiella pindana is een insect uit de familie van de Berothidae, die tot de orde netvleugeligen (Neuroptera) behoort. 
Stenobiella pindana is voor het eerst wetenschappelijk beschreven door U. Aspöck & H. Aspöck in 1984.